# Maxwell’s Silver Hammer
A Maxwell's Silver Hammer az angol rockegyüttes, a The Beatles dala az 1969-es Abbey Road albumról. Paul McCartney írta, és Lennon–McCartney szerzeményként jelölték meg. A dal egy Maxwell Edison nevű diákról szól, aki kalapáccsal követ el gyilkosságokat. A dal sötét szöveget vidám hangzásvilággal álcázza a szerző. McCartney úgy jellemezte a dalt, mint az élet bukását szimbolizáló dalt, és ez "az én személyes reflexióm arra, amikor valami balul sikerül, mert többnyire ez történik".
A dalt először a Get Back szekciók során próbálták 1969 januárjában. Az Abbey Road júliusi és augusztusi felvétele során az együttes négy felvételi ülésszakaszt szentelt a szám befejezéséhez. Ezek a szekciók kínos időszakot jelentettek számukra, mivel McCartney nyomást gyakorolt a csapatra, hogy hosszasan dolgozzanak a dalon. Mindhárom bandatársa hangos nem tetszését fejezte ki a Maxwell's Silver Hammer iránt. Egy 2008-as interjúban Ringo Starr úgy emlékezett vissza, mint „a valaha volt legrosszabb munkamenetre” és „a legrosszabb számra, amit valaha fel kellett vennünk”.

## Háttere
1968 elején az indiai Risikésben McCartney elkezdte írni a dal első versszakát. Mivel az év októberében elkészült a nagy részével, fel szerette volna venni a The Beatles (vagy más néven Fehér Album) nagylemezre, de az időkorlátok miatt soha nem rögzítette megfelelően. Három hónappal később, 1969 januárjában újra megpróbálták a Twickenham filmstúdióban a Get Back ülések alatt, de még hat hónapig nem vették fel.
McCartney felesége, Linda elmondása szerint férje érdeklődni kezdett az avantgárd színház iránt, és elmerült a kísérletező francia író, Alfred Jarry írásaiban. Ez a hatás tükröződik a Maxwell's Silver Hammer történetében és hangnemében, és azt is megmagyarázza, hogy McCartney hogyan találkozott Jarry "pataphysical" szavával, amely a dalszövegben fordul elő. 1994-ben McCartney azt nyilatkozta, hogy a dal megtestesíti az élet bukásait, és ez "az én személyes reflexióm arra, amikor valami balul sikerül, mert többnyire ez történik, legalábbis akkoriban így éreztem. Maxwell kitalált figurája az ezüstkalapáccsal tulajdonképpen a balsors megszemélyesítője. Fogalmam sincs miért éppen ezüstkalapáccsal tölti be a végzet szerepét, valószínű, a szótagszám miatt kellett elé a "silver" szó."

## Rögzítés
A The Beatles 1969. július 9-én kezdte meg a dal felvételét a londoni EMI Studios egyik stúdiójában (később nevén az Abbey Road Studios-ban). John Lennon, aki az előző nyolc napon át hiányzott a felvételekről, miután egy autóbalesetben sérülést szenvedett Skóciában visszatért. A dal rögzítése során sérült és terhes felesége, Yoko Ono is ott volt, akivel együtt egy nagy franciaágyon feküdtek a stúdióban. Tizenhat felvétel készült a ritmussávokhoz, majd egy sor gitárjáték áthangosítása következett. A fel nem használt ötödik felvétel hallható az Anthology 3 válogatásalbumon. A következő két napon az együttes éneket, valamint zongora, Hammond-orgona, üllő és gitár hangzásokat szinkronizáltak át. A dal augusztus 6-án készült el, miután McCartney egy szólórészt rögzített egy Moog-szintetizátor segítségével.
A felvételi folyamat ezt követően kedvezőtlen megjegyzéseket kapott Lennon, George Harrison és Ringo Starr részéről. Lennon azt mondta: "Paul rengeteget bütykölt a felvételen, én viszont rajta se voltam a baleset miatt, amit nem is bánok, mivel el tudom képzelni, hogy Paul halálra fárasztotta George-ot és Ringót is.", később hozzátette: "Utálom, mert csak a számra emlékszem. [Paul] mindent megtett annak érdekében, hogy egy kislemezen legyen, és soha nem volt az, és nem is lehetett volna az." Geoff Emerick hangmérnök visszaemlékezése  Lennon elvetette a dalt, amelyre úgy hivatkozott mint "Paul nagyi zenéje". Harrison így emlékezett vissza a rögzítésekkel kapcsolatban: "Néha Paul rávett minket, hogy megcsináljuk ezeket az igazán pikáns dalokat. Úgy értem, istenem, a "Maxwell's Silver Hammer" annyira pikáns volt. Egy idő után jó munkát végeztünk ezen a dalon, de amikor Paulnak eszébe jutott egy új ötlet vagy egy elrendezés…" Starr 2008-ban ezt mondta a Rolling Stone magazinnak: "A valaha volt legrosszabb felvételi munka a 'Maxwell's Silver Hammer' volt. Ez volt a legrosszabb szám, amit valaha is fel kellett vennünk. Kibaszott hetekig ez ment. Azt hittem, Paul őrült." McCartney így emlékezett vissza: "Az egyetlen viták olyan dolgokról szóltak, mint például, hogy három napot a "Maxwell's Silver Hammer"-en töltöttem. Emlékszem, George azt mondta: "Három napod volt, ez csak egy dal." – 'Igen, de szeretném rendbe tenni. Van néhány gondolatom ezzel kapcsolatban.'"

## Feldolgozások
- Az 1978-as Sgt. Pepper's Lonely Hearts Club Band című filmben a dalt Steve Martin komikus adja elő, aki Maxwell Edison karakterét alakítja. Frankie Laine is feldolgozta a dalt az All This and World War II című zenés dokumentumfilm részeként, amely a második világháborúról készült stock- és híradós felvételeket vegyítette a The Beatles zenéjével.

## Közreműködött
Ian MacDonald szerint, kivéve ahol említve van:

### The Beatles
- Paul McCartney – ének és vokál, zongora, akusztikus gitár, Moog-szintetizátor
- George Harrison – vokál, basszusgitár, elektromos gitár
- Ringo Starr – vokál, dob, üllő[21]

### További zenészek
- George Martin – Hammond-orgona

## Fordítás
Ez a szócikk részben vagy egészben  a   Maxwell's Silver Hammer című angol Wikipédia-szócikk fordításán alapul.  Az eredeti cikk szerkesztőit annak laptörténete sorolja fel. Ez a jelzés csupán a megfogalmazás eredetét és a szerzői jogokat jelzi, nem szolgál a cikkben szereplő információk forrásmegjelöléseként.

### Angol nyelvű
- Lewisohn, Mark: The Complete Beatles Recording Sessions. New York: Harmony Books, 1988.ISBN 978-0-600-63561-1
- Sheff, David: All We Are Saying: The Last Major Interview with John Lennon and Yoko Ono. New York: St. Martin's Griffin, 2000. ISBN 0-312-25464-4

### Magyar nyelvű
- Bánosi György – Tihanyi Ernő: Beatles zenei kalauz. Az együttzenélés és a szólóévek. 1958–1999. Budapest: Anno Kiadó, 1999. ISBN 963-853-895-3
- Ian Macdonald: A fejek forradalma. A Beatles és a hatvanas évek. (ford. Révbíró Tibor) Budapest: Helikon Kiadó, 2015. ISBN 978-963-227-468-3
- Marsi József: Beatles Kódex – A Beatles együttes teljes életművének enciklopédiája. (bővített kiadás) Budapest: Könyvműhely, 2022. ISBN 978-615-01-5036-9
- The Beatles. Antológia. (szerk. Brian Roylance et al., ford. Árokszállásy Zoltán, Béresi Csilla) Budapest: Kossuth Kiadó, 2001. ISBN 963 09 4258 5

## Külső hivatkozások
Allan W. Pollack megjegyzései a Maxwell's Silver Hammer dalhoz